# 3241 Yeshuhua
3241 Yeshuhua (1978 WH14) là một tiểu hành tinh vành đai chính được phát hiện ngày 28 tháng 11 năm 1978 bởi Đài thiên văn Tử Kim Sơn ở Nanking.